# Шабцигер
Шабцигер — сыр, который изготавливается исключительно в кантоне Гларус, Швейцария. Один из немногих зелёных сортов сыра, свой цвет он приобретает благодаря добавлению в молоко ростков пажитника. Шабцигер обычно едят тёртым в составе других продуктов (бутерброды, лапша, фондю).
Производством сыра занимается компания Geska (Gesellschaft Schweizer Kräuterkäse-Fabrikanten). В глобальной дистрибуции используется бренд Зелёный швейцарский сыр. В США и Канаде известен также как Sap Sago.

## Изготовление

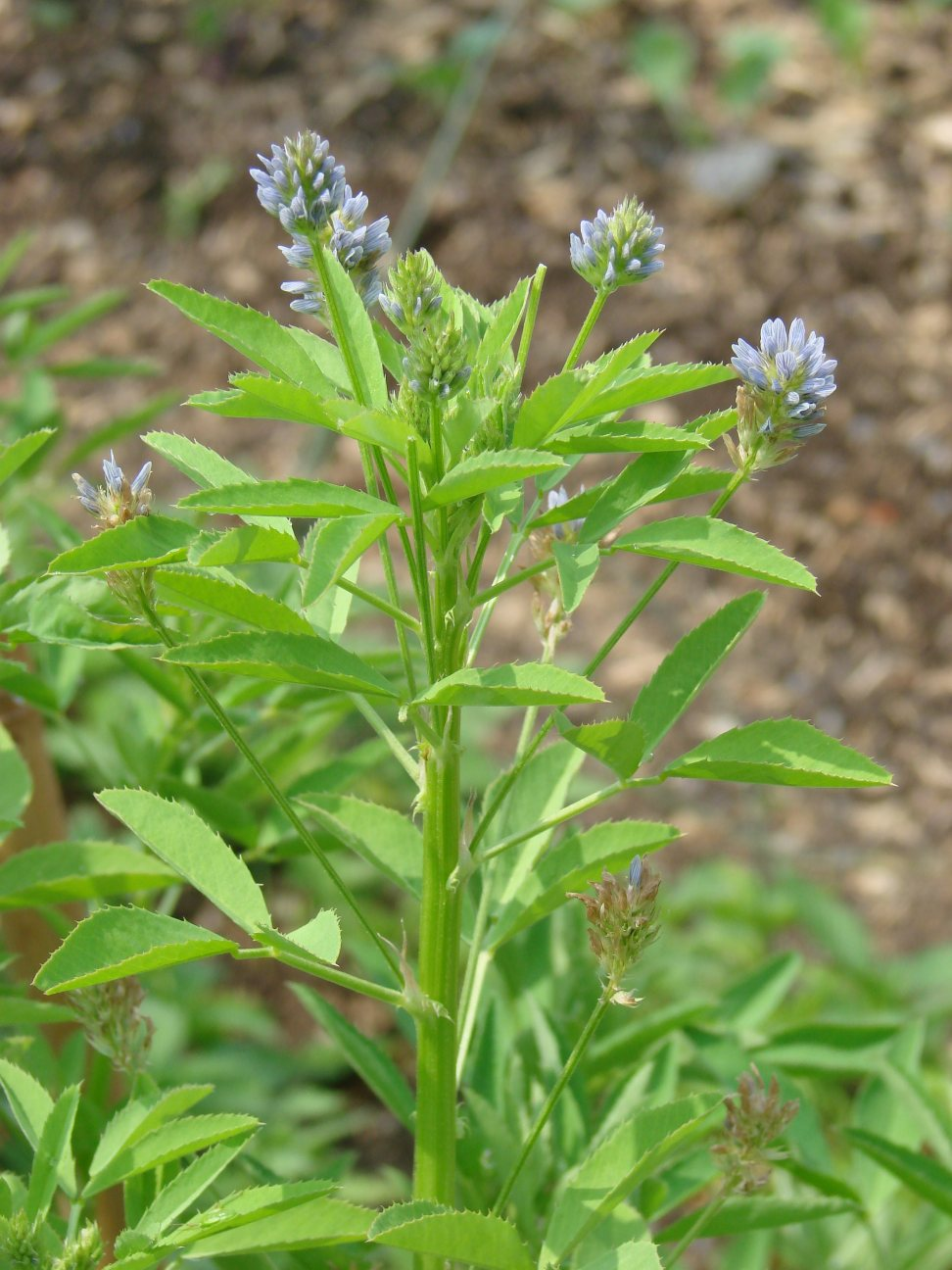
Пажитник голубой.

Шабцигер производится из обезжиренного молока и трав пажитника голубого. Эта смесь нагревается до 90 °C, в неё добавляются лимонная либо уксусная кислота. После этого образуется сыворотка (носит название Ziger), её вдавливают в конические формы и хранят так около недели. Затем конусы сушат на протяжении двух — шести месяцев. В итоге получается твёрдый, зеленоватый, ароматный сыр с сильным вкусом.
В 100 г сыра (обычная порция в торговле) содержится 33 г белков и менее 1 г жиров, вовсе отсутствуют углеводы и лактоза. Энергетическая ценность 137 ккал.

## История
Шабцигер является самым старым брендом Швейцарии, который был официально зарегистрирован постановлением кантонального правительства в 1772 году.
Впервые этот сорт сыра был изготовлен гларусскими монахами в VIII веке. Детальное описание процесса изготовления шабцигера произведено общиной в 1463 году.